# Дубина Віталій Іванович
Дубина Віталій Іванович (нар. 4 червня 1947) — український архітектор-містобудівник. 
Народився 4 червня 1947 року. Керівник архітектурно-планувальної майстерні № 2 інституту «Містопроект» у Львові. Член Національної спілки архітекторів України. Входив до правління Львівської організації спілки. Лауреат Державної премії України в галузі архітектури (2012).
Роботи
- Проєкт детального планування південної частини Сихівського масиву («Сихів-2»), розроблений 1986 року. Співавтори Зіновій Підлісний, Алла Петрова, Олександр Мар'єв.[5]
- Проєкт перспективного розвитку Трускавця (1989, співавтори Зіновій Підлісний, Петро Крупа, І. Василевський).[6]
- Техніко-економічне обґрунтування генплану Рівного (1994, співавтори Н. Сивенька та інші).[2]
- Генеральний план Львова. Проєктування розпочато наприкінці 1980-х, затверджено 1993 року. Співавтори Роман Мих, Зіновій Підлісний, Олександр Бугаєв.[7]
- Концепція нового генерального плану Львова (2002, співавтори Олег Чамара, Олександр Мар'єв, Інеса Склярова, І. Куляса, Михайло Федик та ін.).[8]
- Корекція генерального плану Львова. Затверджено 2010 року. Співавтори архітектори Петро Крупа, Ігор Крупа, економіст-географ Ірина Голуб, інженер Сергій Фіалковський. 2012 року авторський колектив відзначено Державною премією в галузі архітектури.[4]
- Генеральний план Чернівців. Керівник проєкту — Віталій Дубина, архітектори Петро Крупа і Наталія Сивенька.[9]